# ブラボー (バンド)
ブラボーは、主に1980年代末から1991年にかけて活躍していた日本のバンド。

## 来歴
アマチュア時代は横浜周辺のライブハウスなどで活動。
1989年3月11日放送の『三宅裕司のいかすバンド天国』（イカ天、TBSテレビ）に出演、『ハイになりましょう』を演奏、ベストキャラクター賞受賞。
ボーカル・鈴木雄人の甲高い質の歌声とタイツ姿、眉毛と乳首を青く塗り、その乳首を見せるパフォーマンスで人気となる。その後『IKA-TENサマーシリーズ・1　IKA-NIGHT TEN-NIGHT』『輝く!日本イカ天大賞』などの『イカ天』のイベントに多く出演。
1990年3月21日にNECアベニューからシングル『めでてェ〜な』、アルバム『Children's Dream』を同時発売してメジャー・デビュー。この10日後の3月31日には『ブラボーデビューコンサート・めでてェ〜な』で渋谷公会堂進出を果たしている。
メジャー・デビュー翌年の1991年に解散。
ボーカルの鈴木は現在社交ダンスのインストラクターを務めている。
テレビ出演時、ベースの川原田は現在“ナナイロワクセイ”という音楽ユニットにて横浜、逗子などで活動中。
メジャー・デビュー時、キーボードの槇は、その後マニピュレーター、コンサート・イベントの演出・舞台監督として活動。株式会社MusicGateの代表取締役を務めている。

## メンバー
イカ天出場時
- ボーカル 鈴木雄人
- ギター 平田直樹
- ベース 川原田文秀
- ドラム(前期) 東泰志
- ドラム(後期) 漆本俊一

メジャー・デビュー時
- ボーカル 鈴木雄人
- ギター 宮路亨
- ベース 我妻博之
- ドラム 井原康晴
- キーボード 槇圭一郎

## ディスコグラフィ

### シングル
| #             | 発売日        | タイトル                        | c/w                    | 規格          | 規格品番      |
| NECアベニュー | NECアベニュー | NECアベニュー                   | NECアベニュー          | NECアベニュー | NECアベニュー |
| ------------- | ------------- | ------------------------------- | ---------------------- | ------------- | ------------- |
| 1st           | 1990年3月21日 | めでてェ〜な                    | おやつ、あげないわよ!! | 8cmCD         | N09C-42       |
| 2nd           | 1990年6月30日 | Yah! Yah! Yah!〜お元気ですか!〜 | ハイになりましょう     | 8cmCD         | NADL-1003     |

### アルバム

#### オリジナル・アルバム
|               | 発売日        | タイトル         | 規格          | 規格品番      |
| NECアベニュー | NECアベニュー | NECアベニュー    | NECアベニュー | NECアベニュー |
| ------------- | ------------- | ---------------- | ------------- | ------------- |
| 1st           | 1990年3月21日 | Children's Dream | CD            | N29C-48       |

## 出演番組

### ラジオ
- 日本一のハッタリラジオ（ラジオ関西、1990年放送）